# Richard von Gottberg
Richard Werner Peter Friedrich Paul von Gottberg (* 5. Januar 1833 in Königsberg; † 3. Februar 1910 in Cannes) war ein preußischer Generalleutnant. 

## Leben

### Herkunft und Familie
Richard war ein jüngerer Sohn von August Werner Heinrich Karl von Gottberg (1784–1846) und dessen Ehefrau Johanna, geborene Zornow (1800–1881). Sein Vater war Oberstleutnant a. D., zuletzt im 3. Kürassier-Regiment sowie Gutsherr auf Perschelen im Landkreis Preußisch Eylau und Woopen bei Friedland. Sein Bruder Walter (1823–1885) schlug ebenfalls eine Militärkarriere in der preußischen Armee ein und brachte es bis zum General der Infanterie. Richard vermählte sich 1872 mit Anna Marie Ahrens, aus der Ehe sind drei Kinder hervorgegangen.

### Werdegang
Gottberg begann seine Offizierslaufbahn 1844 als Kadett in Kulm und wechselte 1847 auf das Kadettenhaus in Berlin. 1849 war er Kürassier im 2. Kürassier-Regiment, wo er 1850 zum Portepeefähnrich und 1852 zum Sekondeleutnant avancierte. Von 1855 bis 1858 war er zu Allgemeinen Kriegsschule in Berlin kommandiert. 1859 wurde er Eskadronführer beim 2. schweren Landwehr-Reiter-Regiment und stieg zum Premierleutnant auf. Er wechselte 1860 zunächst zum 4. kombinierten Ulanen-Regiment, wurde dann aber Regimentsadjutant beim Ulanen-Regiment Nr. 12. Gottberg wurde 1852 zum Großen Generalstab und 1853 als Generalstabsoffizier zum Generalkommando der verbündeten Armee in Schleswig kommandiert. Unter Belassung in seinem Kommando erhielt er 1864 seine Beförderung zum Hauptmann. Er nahm am Deutsch-Dänischen Krieg, insbesondere der Belagerung und dem Sturm auf die Düppeler Schanzen, der Beschießung von Frederica, dem Gefecht bei Oberselt und dem Übergang nach Alsen teil. Noch im selben Jahr wurde Gottberg mit dem Roten Adlerorden IV. Klasse mit Schwertern geehrt, zum Generalstab des I. kombinierten Armee-Korps kommandiert und in den Generalstab des Oberkommandos über die Truppen in den Elbherzogtümern aufgenommen. Am Deutschen Krieg nahm er als Generalstabsoffizier bei General von Flies, insbesondere an der Überrumpelung bei Stade, den Gefechten bei Dermbach, Hausen, Kissingen, Oerlenbach, Hundheim und Roßbrunn, sowie der Beschießung von Würzburg teil. Im selben Jahr wechselte er in den Generalstab des Kommandos der kombinierten Division, erhielt das Ritterkreuz des Hausordens von Hohenzollern mit Schwertern und wurde als Rittmeister Eskadronchef im Dragoner-Regiment Nr. 12. Gottberg stieg 1867 zum Major auf und wechselte 1868 in den Generalstab des XI. Armee-Korps. 1870 kam er zum Generalstab der 21. Division. 
Im Deutsch-Französischen Krieg nahm er an den Schlachten von Weißenburg, Wörth und Sedan, der Beschießung von Pfalzburg sowie Belagerung von Paris teil. Er erhielt zudem 1870 das Eiserne Kreuz II. Klasse und 1871 das Eiserne Kreuz I. Klasse. Gottberg wurde 1872 mit der Führung des Dragoner-Regiment Nr. 14 beauftragt und dem selbigen à la suite gestellt. 1873 avancierte er zum Oberstleutnant und wurde Kommandeur seines Regiments. Er erhielt 1875 seine Beförderung zum Oberst und war im selben Jahr kurzzeitig zum Stab des IV. Armee-Korps kommandiert. 1878 wurde er Kommandeur des 1. Garde-Dragoner-Regiment und erhielt 1880 den Kronen-Orden II. Klasse. Gottberg wurde 1881 à la suite seines Regiments gestellt und Kommandeur der 18. Kavalleriebrigade. Im selben Jahr wurde er mit dem Roten Adlerorden II. Klasse mit Eichenlaub und Schwertern am Ring ausgezeichnet und avancierte zum Generalmajor. Für die Dauer der im Herbst stattfindenden Großen Übungen wurde er 1885 mit der Führung der Kavalleriedivision des IX. Armee-Korps beauftragt. Ebenfalls 1885 erhielt er den Stern zum Kronenorden II. Klasse und wurde mit der Führung der Kavalleriedivision beim XV. Armee-Korps sowie der beim X. Armee-Korps zusammenzuziehenden Kavalleriedivision beauftragt. 1886 stieg er zum Generalleutnant auf und wurde Kommandeur der Kavalleriedivision des XV. Armee-Korps. 
Gottberg erhielt 1888 den Stern zum Roten Adlerorden II. Klasse und wurde mit Pension zur Disposition gestellt.